# كأس العالم للهوكي للسيدات 1976
كأس العالم للهوكي للسيدات 1976 (بالإنجليزية: 1976 Women's Hockey World Cup)‏ هو النسخة الثانية من كأس العالم للهوكي للسيدات، نظمه الاتحاد الدولي للهوكي في الفترة 22/ 30 مايو 1976 بمدينة برلين الغربية بألمانيا الغربية. وفازت به سيدات ألمانيا الغربية بعد تغلبهن في النهائي على سيدات الأرجنتين بنتيجة 2-0.

## النهائي
| 30 مايو |

| ألمانيا الغربية | 2-0 | الأرجنتين |
| --------------- | --- | --------- |
|                 |     |           |

|  |

## تشكيلة البطل
ألمانيا الغربية
- Gabriele Appel
- Christl Behr
- Ingrid Bruckert
- Steffi Drescher
- Evi Eckert
- Birgit Hagen
- Birgit Hahn
- Uschi Keimer
- Heidemarie Kilmpel
- Christel Lau
- Margit Muller
- Gudrun Neumann
- Gudrun Scholz
- Elisabeth von Ladiges
- Birgitte Welzel